# Diamond Hoo Ha
Diamond Hoo Ha è il sesto ed ultimo album discografico in studio del gruppo musicale alternative rock inglese Supergrass, pubblicato nel 2008.

## Tracce
1. Diamond Hoo Ha Man – 3:26
2. Bad Blood – 3:03
3. Rebel in You – 4:41
4. When I Needed You – 2:31
5. 345 – 3:39
6. The Return Of... – 3:36
7. Rough Knuckles – 3:25
8. Ghost of a Friend – 3:54
9. Whiskey & Green Tea – 4:16
10. Outside – 3:32
11. Butterfly – 5:11

## Formazione
- Gaz Coombes - voce, chitarra
- Mick Quinn - basso, voce
- Rob Coombes - tastiere
- Danny Goffey - batteria, cori